# Сражение за Тель-Заатар
Сражение за Тель-Заатар (араб. معركة تل الزعتر‎, также известно как Резня в Тель-Заатаре араб. مجزرة تل الزعتر‎) — боевые действия в ливанской столице Бейруте летом 1976 года. 12 июня правохристианские формирования осадили лагерь палестинских беженцев Тель-Заатар, в котором располагалась крупная военная база ООП. 12 августа, после длительных ожесточённых боёв, Тель-Заатар был взят правохристианами. Последовала массовая расправа с палестинцами. Падение Тель-Заатара во многом определило дальнейший ход гражданской войны в Ливане.

## Военно-политический контекст

### Политическое противостояние
С начала 1975 года в Ливане шла гражданская война между правохристианскими и «левомусульманскими» силами. К первым относились праворадикальная фалангистская партия Катаиб (лидер — Пьер Жмайель), Национал-либеральная партия (НЛП, лидер — Камиль Шамун), финикистское движение Стражи кедров (лидер — Этьен Сакер), организация Танзим (лидер — Жорж Адуан), Ливанское молодёжное движение (ЛМД, лидер — Башир Марун аль-Хури). Ко вторым — Организация освобождения Палестины (ООП, лидер — Ясир Арафат), Прогрессивно-социалистическая партия Ливана (ПСП, лидер — Камаль Джумблат), Ливанская коммунистическая партия (ЛКП, лидер — Никола Шауи).
Правохристиане консолидировались в Ливанский фронт, «левомусульмане» — в Национально-патриотические силы (НПС, также Ливанское национальное движение). Разделение проходило не только по идеологическим и конфессиональным признакам, но и по клановым интересам влиятельных семейств Жмайель, Шамун, Франжье, Джумблат. Президент Ливана Сулейман Франжье причислялся к правохристианскому лагерю. Однако он проводил политику укрепления власти своего клана, которая далеко не всегда совпадала с позициями других правохристианских организаций. Командование ливанской армии также проводило собственную корпоративную линию.
Важную роль играли внешние факторы Сирии и Израиля. Сирийский режим Хафеза Асада начал планомерную оккупацию Ливана, воспользовавшись просьбой президента Франжье о вводе войск. При этом сирийцы часто меняли ливанских союзников. Правительство Израиля и командование ЦАХАЛ поддерживало правохристианские силы.

### Военная расстановка
В 1975—1976 годах основным содержанием войны являлось противостояние Ливанского фронта с палестинскими вооружёнными силами и их союзниками из числа ливанских мусульман и левых. Первым боестолкновением 13 апреля 1975 стала Автобусная резня фалангистов с активистами-боевиками ООП и НФОП. Крупные военные базы ООП располагались в лагерях палестинских беженцев. Крупнейшим из них был лагерь Тель-Заатар (допускается также написание Тель-аль-Заатар, «Душицын курган») в Восточном Бейруте. Палестинские лагеря в Восточном Бейруте имели важное стратегическое значение и представляли чрезвычайную опасность для обороны христианских ополченцев.
Тель-Заатар примыкал к христианским кварталам Мкалле и Декване и находился возле одной из важнейших дорог, соединявших Бейрут с Горным Ливаном. Лагерь Джиср-аль-Баша, располагавшийся возле христианского района Хазмие, перекрывал шоссе Бейрут—Дамаск и угрожал христианским защитникам бейрутских районов Фурн аш-Шубак, Шиях, Айн ар-Руммана. Лагеря в районах Син эль-Филь, Набаа и Карантина окружали основные пути между христианским районом Ашрафия и Горным Ливаном, угрожая снабжению христианских милиций как вдоль береговой линии, так и по горным дорогам. Лагерь Дбайя, находившийся неподалеку от города Джуния, военного значения не имел, но являлся важным наблюдательным пунктом палестинских боевиков в самом центре зоны контроля фалангистов. Жители кварталов по соседству с палестинскими лагерями на протяжении долгого времени подвергались насилию, грабежам, рэкету.С началом боевых действий из палестинских лагерей вёлся артиллерийский обстрел христианских кварталов Бейрута.
30 мая 1975 года палестинские боевики убили от 30 до 50 христиан в Западном Бейруте в отместку за гибель одного палестинца в деловом центре города. 6 декабря 1975 в ответ на убийство четырёх христиан-маронитов боевики-фалангисты устроили «Чёрную субботу» — убийство нескольких сотен палестинцев и левых. 18 января штурм правохристианами палестинского лагеря в бейрутском районе Карантина закончился резнёй. В ответ 20 января формирования ООП в союзе с суннитами из насеритской милиции Мурабитун учинили резню христиан в Дамуре.
Правохристианское руководство приняло политическое решение о ликвидации палестинских лагерей в Бейруте. 14 января был захвачен лагерь Дбайя 29 июня 1976 объединённые силы Катаиб, НЛП и «Стражей кедров» с боем захватили лагерь Джиср-аль-Баша. Основные силы стягивались к Тель-Заатару.

## Осада и штурм

### Стороны
Население Тель-Заатара составляло, по разным оценкам, от 20 до 50 тысяч человек, в большинстве своём палестинских беженцев. Там находились около 1,5 тысячи боевиков, принадлежавших к радикальному крылу ООП. За время боёв их количество увеличилось до 2,5—3 тысяч. Общая численность правохристианских формирований также составляла порядка 3 тысяч. Лагерь был вооружён и укреплён с помощью сирийской армии, так как рассматривался в качестве бастиона против Израиля.
По военному потенциалу противоборствующие силы были примерно равны. Однако на стороне правохристиан выступили правительственные и сирийские войска. Сирийцы не принимали непосредственного участия в осаде и штурме, но блокировали подступы к лагерю, исключив возможность помощи Тель-Заатару извне. Кроме того, по воспоминаниям Фуада Абу Надера, они оказывали консолидирующее влияние на правохристианские силы. Таким образом, войска Хафеза Асада выступали фактическими союзниками правохристиан, находившихся в фактическом союзе с Израилем. Это объяснялось партнёрством Асада с Франжье и стремлением сирийцев устранить конкурента за влияние в лице ООП.
Правохристианские формирования формально не имели общего командования. Однако преобладание Катаиб обеспечило наибольшие полномочия руководителю фалангистской милиции Уильяму Хауи. Войсками Катаиб командовали Уильям Хауи и сын Пьера Жмайеля Башир Жмайель, национал-либеральным ополчением (Милиция Тигров) — сын Камиля Шамуна Дани Шамун, «Стражами кедров» — Этьен Сакер, «Танзимом» — Фуад Шемали и Жорж Адуан, отрядом ЛМД — Башир Марун аль-Хури. Войсками ООП командовали Салах Халаф, Ахмад Джибриль, Наиф Хаватме, Жорж Хабаш. Верховное командование осуществлял Ясир Арафат.
Камиль Шамун характеризовал сражение за Тель-Заатар как столкновение правых антикоммунистических сил с ООП и её левыми союзниками.

### Осада

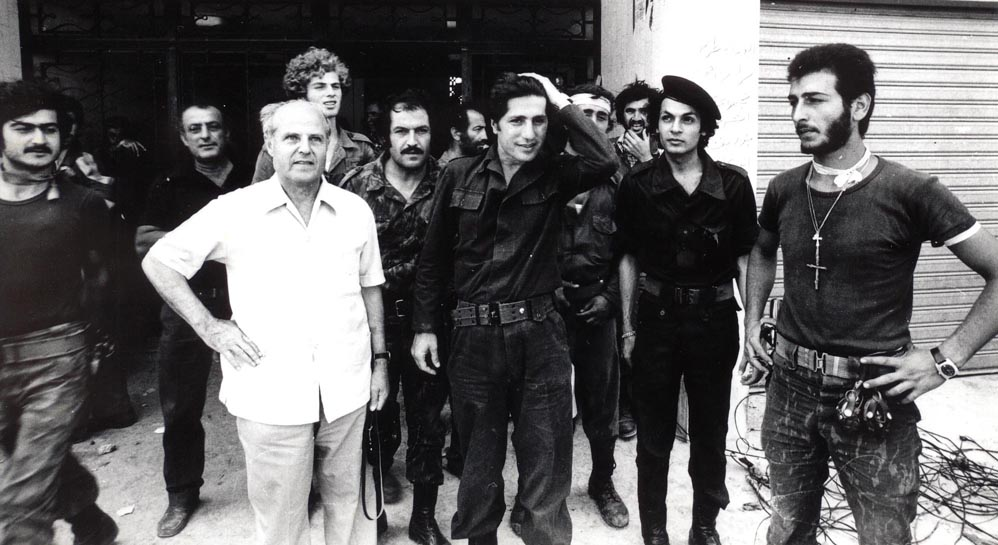
Уильям Хауи (в белой рубашке) в занятом фалангистами квартале Тель-Заатара. Справа от него Амин Жмайель

Боестолкновения начались с 4 января 1976 года. Тель-Заатар был окружён бойцами Танзим и Ливанского молодёжного движения, которые тем не менее оставили свободным выход в сторону городка Алей, находившегося под контролем союзной ООП милицией друзов. Однако командование ООП воспрепятствовало попыткам покинуть лагерь. Отряды ООП сумели отбить первые атаки, но попытку палестинского контрнаступления остановили фалангисты 7 января. Полномасштабная осада началась 22 июня.
30 июня наступающие применили четыре танка и сумели закрепиться на окраинах Тель-Заатара. Обе стороны вели интенсивный ракетно-артиллерийский огонь (за 52 дня по Тель-Заатару были выпущено 55 тысяч снарядов). Предложение сдаться Арафат решительно отверг. Боевиков, желавших сдаться или бежать из лагеря, убивали выстрелами в спину.
5 июля отряды ООП в союзе с радикальной мусульманской группой Джундаллах начали наступление на города Шекка и Хамат к северу от Бейрута. Были совершены убийства гражданских лиц, принадлежащих к христианской общине — несмотря на то, что местное православное население было традиционно лояльно к союзной ООП Сирийской социальной националистической партии. Это вынудило командование Ливанского фронта снять часть сил с осады Тель-Заатара и отправить на помощь Шекке. Ожесточённые бои в этом районе завершились лишь 10 июля. Правохристианам удалось отбить палестинское наступление и загнать противника в Триполи, едва не ворвавшись в город. Мусульманская деревня, находившаяся под контролем «Джундаллах» была сожжена наступавшими правохристианами. 8 июля НПС в Бейруте попытались атаковать правохристиан в порту — с той же целью отвлечения от Тель-Заатара. Но эту попытку подавили местные фалангисты. К осаде Тель-Заатара подключились армянские формирования. Общими усилиями правохристиане начали прорываться в некоторые кварталы лагеря.
13 июля выстрелом палестинского снайпера был убит Уильям Хауи. Командование силами Катаиб принял Башир Жмайель.
Положение палестинского гражданского населения ухудшалось по мере разрушения внутренней инфраструктуры лагеря. Возникла острая нехватка питьевой воды и продовольствия, что привело к голоду. По утверждениям палестинского источника, палестинские беженцы даже обратились к мусульманским богословам с призывом издать фетву с позволением употреблять в пищу тела убитых, чтобы избежать голодной смерти. С 20 июля началась эвакуация из Тель-Заатара гражданских лиц при посредничестве Красного Креста и ЛАГ. Появилась информация о гуманитарной катастрофе в Тель-Заатаре. Особое значение имело обрушение перекрытий в многочисленных бункерах и подземных тоннелях. Камаль Джумблат запросил для жителей лагеря срочной международной помощи. Правохристианские командиры приостановили военные действия. Несколько дней велись работы по расчистке завалов и спасению беженцев. В общей сложности эвакуировались более 10 тысяч человек.
В последние дни июля правохристиане вновь вступили в переговоры с ООП о сдаче Тель-Заатара. Однако палестинское командование категорически отказывалось, несмотря на очевидную безнадёжность положения осаждённых.

### Штурм и захват
6 августа фалангистами было сломлено сопротивление палестинцев и НПС в бейрутском шиитском квартале Набаа. Эта территория оставалась единственным каналом связи Тель-Заатара с внешним миром. В падении Набаа обвинялись дезертиры из просирийских групп, в частности, шииты, лояльные имаму Мусе ас-Садру. Кольцо вокруг лагеря окончательно замкнулось. Палестинские боевики вылили большое количество горючего и пригрозили «забрать штурмующих с собой в пылающий ад», отвергнув последнее предложение капитуляции.
После этого правохристиане начали последний штурм. Часть горючих материалов была подожжена, но наступление развивалось быстро, и полностью этот план не был приведён в исполнение. 12 августа 1976 правохристианские войска прорвались в Тель-Заатар. Началась жестокая резня, жертвами которой стали от 2200 до 4280 человек — фалангисты мстили палестинцам за убийства христиан в Дамуре, Шекке и других местах. Лагерные постройки правохристиане снесли бульдозерами. Оставшихся жителей переселили под контролем Красного Креста в захваченный палестинцами в начале года Дамур.
Когда Арафат приехал в Дамур, чтобы навестить выживших жителей Тель-Заатара, его забросали камнями и гнилыми фруктами. Весной 1978 года палестинские полевые командиры Абу Ахмад и Абу Имад, непосредственно руководившие обороной Тель-Заатара, были схвачены и казнены по приказу Арафата.

## Значение в войне

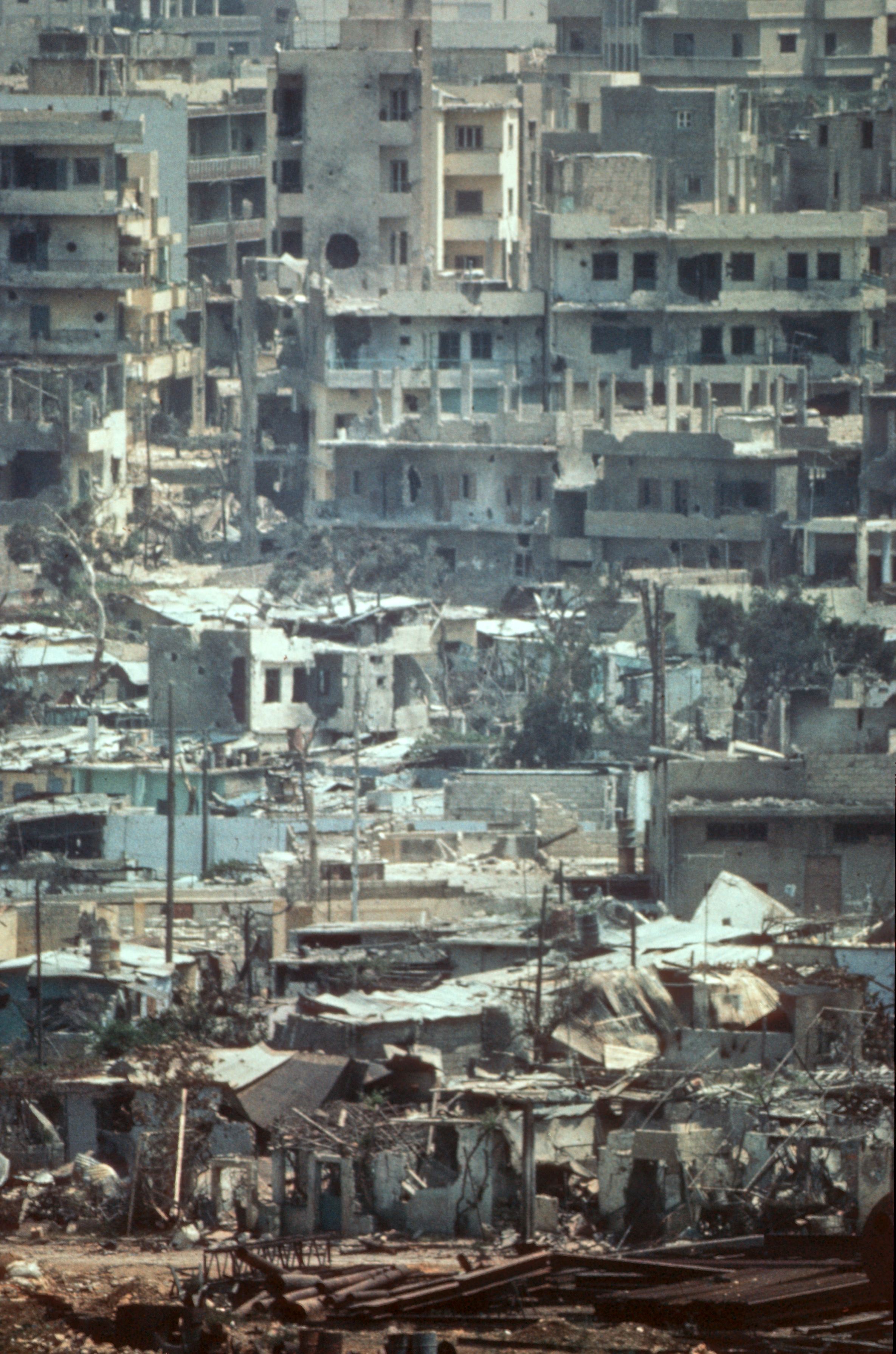
Разрушенный лагерь

Сражение за Тель-Заатар стало самым кровопролитным эпизодом ливанской гражданской войны. Существует мнение, согласно которому руководство ООП во главе с Арафатом сознательно, не чураясь даже откровенных провокаций, шло на военное поражение и даже резню в Тель-Заатаре. Расчёт строился на политический выигрыш от сочувствия мировой общественности. В определённой степени это удалось — действия правохристиан при захвате Тель-Заатара поныне расцениваются как военные преступления.
Падение Тель-Заатара серьёзно подорвало военную мощь и политическую инфраструктуру ООП. Это явилось очевидным успехом правохристианской стороны. Однако полностью вооружённые силы ООП в Ливане не были ликвидированы до израильского вторжения в 1982 году.
Лето 1976 года относилось к «идеологизированному» периоду ливанской гражданской войны. Грань между правохристианскими антикоммунистами и «левомусульманским» блоком пролегала тогда достаточно чётко (характерно упомянутое высказывание Камиля Шамуна). За боями в Тель-Заатаре напряжённо следили политические и пропагандистские инстанции СССР, падение лагеря определялось как успех ультраправых антикоммунистов (роль Сирии при этом всячески затушёвывалась). С 1977—1978 ситуация изменилась: кровавая междоусобица между правохристианами, вооружённые столкновения сирийцев с палестинцами и НПС стали неотъемлемыми характеристиками войны.